# Liste der Monuments historiques in Bannans
Die Liste der Monuments historiques in Bannans führt die Monuments historiques in der französischen Gemeinde Bannans auf.

## Liste der Immobilien
| Bezeichnung     | Beschreibung                                                  | Standort                            | Kennzeichnung | Schutzstatus | Datum | Bild           |
| --------------- | ------------------------------------------------------------- | ----------------------------------- | ------------- | ------------ | ----- | -------------- |
| Kirche St-André | 1725 erbaut, Untergeschoss des Turmes aus dem 16. Jahrhundert | Impasse de l’Abbé Vandevelle (Lage) | PA00101444    | Inscrit      | 1980  | weitere Bilder |

## Liste der Objekte
| Bezeichnung                                                    | Beschreibung | Standort                      | Kennzeichnung | Schutzstatus | Datum | Bild |
| -------------------------------------------------------------- | --- | ----------------------------- | ------------- | ------------ | ----- | ---- |
| Kanzel                                                         | Eichenholz, teilweise vergoldet, datiert 1730, Bildhauer Augustin Fauconnet | in der Kirche St-André (Lage) | PM25000082    | Classé       | 1908  |      |
| Zwei Gemälde: Heiliger Andreas und heiliger Antonius der Große | Flügel eines Polyptychons; Ölfarbe auf Holz, Mitte des 16. Jahrhunderts | in der Kirche St-André (Lage) | PM25000083    | Classé       | 1962  |      |
| Zwei Adlerpulte                                                | Holz, 18. Jahrhundert | in der Kirche St-André (Lage) | PM25000085    | Classé       | 1962  |      |
| Hauptaltar                                                     | Altartisch, Tabernakel, Exposition, Retabel, zwei Skulpturen, sechs Altarleuchter und Wandvertäfelung des Chorraums; Holz, farbig gefasst, versilbert und vergoldet, datiert 1730, Bildhauer Augustin Fauconnet | in der Kirche St-André (Lage) | PM25001600    | Classé       | 1962  |      |
| Zwei Seitenaltäre                                              | jeweils Altartisch und Retabel; Holz, farbig gefasst, versilbert und vergoldet, datiert 1730, Bildhauer Augustin Fauconnet                                                                                      | in der Kirche St-André (Lage) | PM25000084    | Classé       | 1962  |      |
| Taufbecken, Retabel und Baldachin                              | Fichtenholz, datiert 1730, Bildhauer Augustin Fauconnet | in der Kirche St-André (Lage) | PM25000086    | Classé       | 1962  |      |
| Gemälde Heilige Familie                                        | Ölfarbe auf Holz, Ende des 17. Jahrhunderts | in der Kirche St-André (Lage) | PM25000087    | Classé       | 1970  |      |